# 维拉尔圣索沃尔
维拉尔圣索沃尔（法語：Villard-Saint-Sauveur，法語發音：[vilaʁ sɛ̃ sovœʁ]）是法国汝拉省的一个市镇，位于该省东南部，属于圣克洛德区。维拉尔圣索沃尔位于圣克洛德市区南侧，是上汝拉-圣克洛德市镇公共社区的一部分。

## 地理
维拉尔圣索沃尔（46°22'18"N, 5°52'28"E）面积9.05 平方千米，位于法国勃艮第-弗朗什-孔泰大區汝拉省，该省份为法国东部内陆省份，北起上索恩省，西北接科多尔省，西临索恩-卢瓦尔省，南至安省，东与杜省和瑞士接壤。
与维拉尔圣索沃尔接壤的市镇（或旧市镇、城区）包括：圣克洛德、夸斯雷特、夸里耶尔、莱穆西耶尔、塞蒙塞勒-莱莫吕讷。

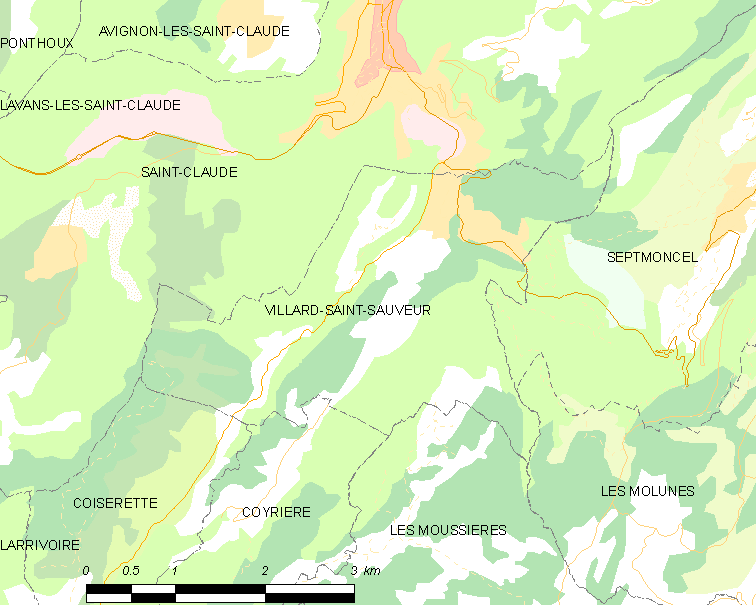
维拉尔圣索沃尔的OSM定位图

维拉尔圣索沃尔的时区为UTC+01:00、UTC+02:00（夏令时）。

## 行政
维拉尔圣索沃尔的邮政编码为39200，INSEE市镇编码为39560。

## 政治
维拉尔圣索沃尔所属的省级选区为科托迪利宗县。

## 人口

1962-2008年间维拉尔圣索沃尔人口变化图示

维拉尔圣索沃尔于2022年1月1日时的人口数量为582人。